# Списак епизода едиције Златна серија
Златна серија је едиција стрипова коју је издавао Дневник из Новог Сада. Златна серија излазила је у бившој Југославији у периоду 1968-1993. Објављено је укупно 1103 епизоде. Ediciju je 2018. godine obnovila izdavačka kuća Veseli četvrtak, koji je započeo od broja 1.

## 1968-1969

### 1968
1. Текс Вилер: Четири обрачуна
2. Жан Канада: Благо у пећини
3. Дени и Сам: Паклени подухват
4. Ред Бак: Подвиг у дивљини
5. Велики Џудок: Велики Џудок
6. Ред Бак: Кобно злато
7. Текс Вилер: Један против двадесет
8. Текс Вилер: Смрт у сенци
9. Лобо Кид: Лобо кид
10. Лари: Дан освете
11. Алан: После пораза
12. Ган Флинт: Ган Флинт
13. Загор: Насиље у Дарквуду
14. Тим и Дасти: Пирати Мисурија
15. Дени и Сам: Црни орао
16. Дени и Сам: Пустињом у смрт
17. Загор: Кларк Сити

### 1969
18. Текс Вилер: Казна за охолог пуковника
19. Текс Вилер: Мрачне силе
20. Агент Пиги: Гроб за револвераша
21. Загор: Кућа ужаса
22. Рик Рендом: Злочин путује васионом
23. Рори Мекдаф: Острво страве
24. Брад Логан: Рат сенки
25. Текс Вилер: Последње путовање у Силвер Бел
26. Загор: Убица из мрака
27. Тим и Дасти: Ватанка и његови ђаволи
28. Тим и Дасти: Благо у јазбини даброва
29. Рик Рендом: Терор из космоса
30. Загор: Специјална мисија
31. Бак Џон: Лажна оптужба
32. Давид Дафти: Шпијун "13"
33. Текс Вилер: Тајанствени Мистер "Пи"
34. Текс Вилер: Одбрана ранча
35. Текс Вилер: Обала варвара
36. Текс Вилер: Бокерова банда
37. Текс Вилер: Крваво копље
38. Мали ренџер: Тајанствени оклопник
39. Загор: Тајна језера Ири
40. Линди Манон: Заробљеница мочваре
41. Мали ренџер: Манитуов знак
42. Текс Вилер: Заседа у кањону

## 1970-1979

### 1970
43. Текс Вилер: Авантура на Рио Гранде
44. Наредник Јорк: Демонски јахачи
45. Текс Вилер: Стрела смрти
46. Текс Вилер: Сатанијино чудовиште
47. Текс Тон: Пљачка у Мексику
48. Текс Вилер: Текс на крвавом трагу
49. Ред Бак: Ловци на скалпове
50. Мали ренџер: Тајна индијанског гробља
51. Џет Логан: Авет са дна океана
52. Мали ренџер: Ранч утвара
53. Загор: Бомба професора Верибада
54. Мали ренџер: Лажни жиг "М7"
55. Приче са Дивљег Запада: Мисија капетана Клерка
56. Приче са Дивљег Запада: Осветнички томахавк
57. Приче са Дивљег Запада: Крв је потекла
58. Приче са Дивљег Запада: Поход на Тексас
59. Приче са Дивљег Запада: Команчерос Кордеро
60. Приче са Дивљег Запада: Последњи метак
61. Приче са Дивљег Запада: Караван у пламену
62. Приче са Дивљег Запада: Корак до смрти
63. Приче са Дивљег Запада: Терор у пустињи
64. Приче са Дивљег Запада: Невидљива стрела
65. Приче са Дивљег Запада: Препад на дилижансу
66. Приче са Дивљег Запада: Крвави Канзас

### 1971
67. Приче са Дивљег Запада: У кругу смрти
68. Приче са Дивљег Запада: Бекство од прошлости
69. Приче са Дивљег Запада: Ноћ чувара лукова
70. Приче са Дивљег Запада: Окршај на реци
71. Приче са Дивљег Запада: Напад с леђа
72. Приче са Дивљег Запада: Бубњеви из мочваре
73. Приче са Дивљег Запада : Земља је задрхтала
74. Приче са Дивљег Запада : Велика завера
75. Дејви Крокет: Игра скалпова
76. Дејви Крокет: Убица са ожиљком
77. Bill Brothers: Три брата осветника
78. Bill Brothers: Маскирани разбојници
79. Bill Brothers: Ратна варка
80. Мали Ренџер: Позорница смрти
81. Венсон Бајон: Побуна робова
82. Јума Кид: Легло разбојника
83. Загор: Отровни тотем
84. Мали Ренџер: Вешала чекају
85. Командант Марк: Командант Марк:
86. Командант Марк: Вукови са Онтарија
87. Командант Марк: Залив громова
88. Командант Марк: Благо мртвог гусара
89. Командант Марк: Клопка на броду
90. Командант Марк: Херојска предстража

### 1972
91. Командант Марк: Драгоцени товар
92. Командант Марк: Стрељање у зору
93. Командант Марк: Вобак напада
94. Командант Марк: Отмица жалосне сове
95. Командант Марк: Изазов смрти
96. Командант Марк: Неко је издајник
97. Командант Марк: Пламена гробница
98. Командант Марк: Тајанствена сенка
99. Командант Марк: Аветињски брод
100. Командант Марк: Човек без лица
101 Командант Марк: Спас у реци
102. Командант Марк: Мост изненађења
103. Командант Марк: Двапут мртав
104. Командант Марк: Нестанак светог штита
105. Командант Марк: Црни лав
106. Командант Марк: Победоносни марш
107. Командант Марк: Пријатељ отровница
108. Командант Марк: Злогласни генерал
109. Командант Марк: Нечиста савест
110. Командант Марк: Факир судрака
111. Командант Марк: Опседнути град
112. Командант Марк: Прошлост оптужује
113. Командант Марк: Ловац на главе
114. Командант Марк: Напуштени логор
115. Командант Марк: Велики медвед
116. Командант Марк: Тигар са Мартиника
117. Командант Марк: Змија у недрима
118. Командант Марк: Двојица скалпираних
119. Командант Марк: Џелати не касне
120. Командант Марк: Бели врач
121. Командант Марк: Гленонов тестамент
122. Командант Марк: Кожни нос
123. Командант Марк: Човек сенка
124. Командант Марк: Изгубљена опклада
125. Командант Марк: Скривени маглом
126. Командант Марк: Мртва уста
127. Командант Марк: Моћ ватрене воде
128. Командант Марк: Агонија у реци
129. Командант Марк: Ел кајманови лешинари
130. Командант Марк: Пловећа ломача
131. Командант Марк: Крвави троугао
132. Командант Марк: Благо Викинга
133. Командант Марк: Острво проклетих
134. Командант Марк: Поверљива порука

### 1973
135. Командант Марк: Дуг похлепи
136. Командант Марк: Црна смрт
137. Командант Марк: Нестали конвој
138. Командант Марк: Три часа ишчекивања
139. Командант Марк: Нови савезници
140. Командант Марк: Орао у кавезу
141. Командант Марк: Ратна машина
142. Командант Марк: Неме пушке
143. Командант Марк: Прашак заборава
144. Командант Марк: Поморска битка
145. Командант Марк: Човек од сламе
146. Командант Марк: Племе црне лисице
147. Командант Марк: Изазов реци
148. Командант Марк: Песнице од мермера
149. Командант Марк: Господар мочваре
150. Командант Марк: Хомерова биста
151. Командант Марк: Поштени Џекоб
152. Командант Марк: Курир Велдон
153. Командант Марк: Пут освете
154. Командант Марк: Четири саучесника
155. Командант Марк: Двоструко дно
156. Мат Мериот Тешке ране
157. Мат Мериот Судија Еверит
158. Текс Вилер: Између две ватре
159. Текс Вилер: Бели издајник
160. Мат Мериот Петнаестогодишња мржња
161. Мат Мериот Бивши извидник
162. Текс Вилер: Шумски пожар
163. Текс Вилер: Лов на лисице
164. Мат Мериот Велики брат
165. Мат Мериот Повеће позориште
166. Текс Вилер: Човек из Кентакија
167. Текс Вилер: Кад топ загрми
168. Мат Мериот Цена поштења
169. Текс Вилер: Гвоздена клешта
170. Текс Вилер: Живи песак
171. Текс Вилер: Порука из прошлости
172. Мат Мериот Питање части
173. Текс Вилер: Седам живота
174. Текс Вилер: Долина суза
175. Мат Мериот Ноћна стража
176. Мат Мериот Нежељени сусрет
177. Текс Вилер: Без предаха
178. Текс Вилер: Опасна игра
179. Текс Вилер: Дугина брда
180. Текс Вилер: Одрешене руке
181. Текс Вилер: Заробљеник Жутог Гаврана
182. Приче са Дивљег Запада Спасилачки пук
183. Тим и Дасти Дастијев подвиг
184. Приче са Дивљег Запада Жути отров
185. Тим и Дасти Камена глава
186. Тим и Дасти: Тврђава Стентон

### 1974
187. Приче са Дивљег Запада: Платнене торбе
188. Приче са Дивљег Запада Војничка реч
189. Тим и Дасти Усијано олово
190. Тим и Дасти Пећина тотема
191. Приче са Дивљег Запада Вапај Апача
192. Приче са Дивљег Запада Дух граничара
193. Текс Вилер: Камени мост
194. Текс Вилер: Кањон изгубљених
195. Текс Вилер: Земља Наваја
196. Текс Вилер: Велика уцена
197. Текс Вилер: Нови живот
198. Тим и Дасти Легенда о тотему
199. Тим и Дасти Трговац кожама
200. Тим и Дасти Црни крокодил
201. Приче са Дивљег Запада Бојно поље
202. Тим и Дасти Скамењена шума
203. Тим и Дасти Тулак човек вук
204. Тим и Дасти Трагом Тулака
205. Командант Марк: Раџини амбасадори
206. Текс Вилер: Стрела Команча
207. Текс Вилер: Ватрена баријера
208. Командант Марк: Ноћ изненађења
209. Текс Вилер: Дурнгов караван
210. Командант Марк: Тајна Фервила
211. Текс Вилер: Превој Кондора
212. Командант Марк: Заслепљен златом
213. Приче са Дивљег Запада Без закона
214. Командант Марк: Кочије с благом
215. Приче са Дивљег Запада Гвоздени коњ
216. Командант Марк: Четврта жртва
217. Приче са Дивљег Запада Велики изазов
218. Командант Марк: Подземни ходник
219. Текс Вилер: Извор живота
220. Командант Марк: Гусарско гнездо
221. Текс Вилер: Врач Дијаблеро
222. Командант Марк: Двобој у зору
223. Текс Вилер: Цвет смрти
224. Командант Марк: Дијадема од перја
225. Текс Вилер: Последња ноћ
226. Командант Марк: Загонетни сат
227. Тим и Дасти: Идол Астека
228. Командант Марк: Марков двојник
229. Тим и Дасти Злочин у Таосу
230. Командант Марк: Гнев Кајуга
231. Тим и Дасти: Долина изгубљених
232. Командант Марк: Тајна белих лисица
233. Тим и Дасти: Град сунца
234. Командант Марк: Злогласна јама
235. Тим и Дасти: Последња замка
236. Командант Марк: Очева сабља

### 1975
237. Приче са Дивљег Запада: Срце које бежи
238. Командант Марк: Заседа на мору
239. Текс Вилер: Гранична зона
240. Командант Марк: Лажни гроб
241. Текс Вилер: Згариште на ранчу
242. Приче са Дивљег Запада Западно од Сејмура
243. Тим и Дасти Велики гавран
244. Тим и Дасти Бели издајник
245. Текс Вилер: Трагична опсада
246. Текс Вилер: Удружена потера
247. Загор: Гвоздена песница
248. Загор: Смртоносна Tумака
249. Текс Вилер: Трагови мокасина
250. Текс Вилер: Змијско гнездо
251. Загор: Златна капија
252. Загор: Метална звезда
253. Текс Вилер: Велика интрига
254. Текс Вилер: Текс у тамници
255. Загор: Султанова рука
256. Загор: Црни шеик
257. Текс Вилер: Осветници
258. Текс Вилер: Опасан сведок
259. Загор: Снежни соколови
260. Загор: Бели рис
261. Текс Вилер: Караван наде
262. Текс Вилер: Корак до смрти
263. Загор: Сабласна ноћ
264. Загор: Скровиште шакала
265. Текс Вилер: Кенто не прашта
266. Текс Вилер: Обећана земља
267. Приче са Дивљег Запада Бичерово острво
268. Тим и Дасти Сребрни кањон
269. Загор: Неочекивана посета
270. Загор: Идол Вијандота
271. Текс Вилер: Заседа у салуну
272. Текс Вилер: Руке у пламену
273. Приче са Дивљег Запада Потера за Кочизом
274. Загор: Челична кућа
275. Загор: Бела маска
276. Текс Вилер: Мескалероси
277. Текс Вилер: Звоно за Луцера
278. Приче са Дивљег Запада Блиставе планине
279. Загор: Загор:ова одисеја
280. Загор: Опасне воде
281. Текс Вилер: Велики лов
282. Текс Вилер: Гусар Дрејк
283. Командант Марк: Марк на ломачи
284. Загор: Слобода или смрт
285. Загор: До последњег даха
286. Командант Марк: Наручени издајник

### 1976
287. Текс Вилер: Ураган
288. Текс Вилер: Тиранин на острву
289. Командант Марк: Црна удовица
290. Загор: Олуја над Хаитијем
291. Загор: Откривена игра
292. Командант Марк: Смело бекство
293. Текс Вилер: На граници Колорада
294. Текс Вилер: Човек на жеравици
295. Командант Марк: У мрежи
296. Загор: Тајанствено крстарење
297. Загор: На дну океана
298. Загор: Злато Инка
299. Загор: Капетан змија
300. Командант Марк: Замка на Антилима
301. Текс Вилер: Усијани метеор
302. Текс Вилер: Кратер страве
303. Командант Марк: Шеикова робиња
304. Загор: Карневал
305. Загор: Закон витештва
306. Загор: Завереници
307. Командант Марк: Оаза Кирмах
308. Текс Вилер: Ватре у ноћи
309. Текс Вилер: Орлов врх
310. Командант Марк: Крилати весник
311. Загор: Индијански циркус
312. Загор: Џими Гитара
313. Командант Марк: Прича Команданту Марку
314. Текс Вилер: Маскирани
315. Текс Вилер: Последњи метак
316. Командант Марк: Есмералдин крик
317. Загор: Братић Симон
318. Загор: Сура стена
319. Командант Марк: Таоци
320. Текс Вилер: Руке Ноћног Орла
321. Текс Вилер: Џампа Флет
322. Командант Марк: Маскирани професор
323. Загор: Повратак у Дарквуд
324. Загор: Осиње гнездо
325. Загор: Блештави траг
326. Командант Марк: Марк и Спартак
327. Текс Вилер: Велики Гавран
328. Текс Вилер: Бели бизон
329. Командант Марк: Сребрни тањир
330. Загор: Црна мочвара
331. Загор: Подводно чудовиште
332. Командант Марк: Чаробна књига
333. Текс Вилер: Завере у сенци
334. Текс Вилер: Камени тигар
335. Командант Марк: Фред Кукумавка
336. Загор: Зимска змија
337. Загор: Поруке смрти
338. Загор: Марш очајника

### 1977
339. Командант Марк: Заробљеница Консуела
340. Загор: Преживели
341. Загор: Последња жртва
342. Командант Марк: Асторово пролеће
343. Текс Вилер: Рајакурина освета
344. Текс Вилер: Атентат у Лас Вегасу
345. Командант Марк: Вамбули статуа
346. Загор: Стижу самураји
347. Загор: Секира и сабља
348. Командант Марк: Ватрена кула
349. Текс Вилер: Дугоруки Ландерс
350. Текс Вилер: Црни којот
351. Командант Марк: Родољуб Тревор
352. Загор: Гнев Осага
353. Загор: Тренуци зебње
354. Загор: Дан пресуде
355. Командант Марк: Мржња Монтрозових
356. Текс Вилер: Ноћни јахачи
357. Текс Вилер: Човек са планине
358. Командант Марк: Свадбени ручак
359. Загор: Авантуриста
360. Загор: Изазов
361. Загор: Седма рунда
362. Командант Марк: Наследство Канубах
363. Текс Вилер: Зелени месец
364. Текс Вилер: Човек без прста
365. Командант Марк: Необични лорд
366. Загор: Дошљаци с Аљаске
367. Загор: Загоров понос
368. Загор: Крај тиранина
369. Командант Марк: Људи Уријела
370. Текс Вилер: Боксер Пат
371. Текс Вилер: Пат сређује рачуне
372. Командант Марк: Биксби грозни
373. Приче са Дивљег Запада Поносне Кајове
374. Загор: Ванатина замка
375. Загор: Поклич Саука
376. Командант Марк: Ел Макенова тврђава
377. Текс Вилер: Виндексове пуме
378. Текс Вилер: Напад у Монтензуми
379. Приче са Дивљег Запада Лутајући витез
380. Командант Марк: Мазга Тиликус
381. Загор: Меклаудов караван
382. Загор: Кандраксова мумија
383. Загор: Кобна ноћ
384. Командант Марк: Хијена из Сторка
385. Текс Вилер: Хајка за невидљивим
386. Текс Вилер: Таласи Пекоса
387. Приче са Дивљег Запада Човек са границе
388. Командант Марк: Бродоломник

### 1978
389. Загор: Лов изненађења
390. Загор: Бели тигар
391. Командант Марк: Магија Жалосне Сове
392. Текс Вилер: Син ватре
393. Текс Вилер: Мефистов крах
394. Приче са Дивљег Запада Дуга обала
395. Командант Марк: У канџама варалице
396. Загор: Тајанствени јахач
397. Загор: Плавокоса опасност
398. Приче са Дивљег Запада Зелени пашњаци
399. Командант Марк: Робови мочваре
400. Текс Вилер: Цвеће за Милтона
401. Текс Вилер: Омча за невиног
402. Приче са Дивљег Запада Изгубљена река
403. Командант Марк: Тајна једноруког
404. Загор: Тропска шума
405. Загор: Осветник Масај
406. Приче са Дивљег Запада Семе мржње
407. Командант Марк: Авет понора
408. Текс Вилер: Истраживачи злата
409. Текс Вилер: Бодљикава жица
410. Командант Марк: Маркова шала
411. Приче са Дивљег Запада Весник љубави
412. Загор: Мађионичар Саливен
413. Загор: Загор:ова правда
414. Командант Марк: Опсада Онтарија
415. Текс Вилер: Мудра Раскар
416. Текс Вилер: Црна стража
417. Командант Марк: На ивици смрти
418. Загор: Уловљени ловац
419. Загор: Зелена опасност
420. Командант Марк: Благо Си-гала
421. Текс Вилер: Неубедљив доказ
422. Текс Вилер: У знаку змаја
423. Командант Марк: Очајнички корак
424. Загор: Ватрено искушење
425. Загор: Неравна борба
426. Командант Марк: Издаја мртваца
427. Текс Вилер: Стрела мах-шаи
428. Текс Вилер: Камени ратници
429. Командант Марк: Војник смрти
430. Загор: Загонетна формула
431. Загор: Блиндирана соба
432. Командант Марк: Потрага за Блафом
433. Текс Вилер: Димне поруке
434. Текс Вилер: Славље у Лареду
435. Командант Марк: Неумољиви
436. Загор: Острво магле
437. Загор: Тајна гејзира
438. Командант Марк: Стена страве

### 1979
439. Текс Вилер: Змија с перјем
440. Текс Вилер: Град буктиња
441. Командант Марк: Летећи месец
442. Загор: Загор:-те-неј
443. Загор: Одред страха
444. Командант Марк: Марк против мумије
445. Текс Вилер: Самоубилачки ескадрон
446. Текс Вилер: Карсонова одлука
447. Командант Марк: Моћна Немерис
448. Загор: Операција велики скок
449. Загор: Заточени Загор:
450. Командант Марк: Гнев Имотепа
451. Текс Вилер: Бубњеви Мохиканаца
452. Текс Вилер: Леопардова тврђава
453. Командант Марк: Повратак у Онтарио
454. Загор: Мочвара Мо-хи-ла
455. Загор: Чико и рубини
456. Командант Марк: Сакем племена
457. Текс Вилер: Драматичан лов
458. Текс Вилер: Карсон нема среће
459. Командант Марк: Подвиг Жалосне Сове
460. Загор: Човек који лети
461. Загор: Пирати са Мисурија
462. Капетан Мики: Капетан Мики
463. Капетан Мики: Мики и Смук у обручу
464. Загор: Наивчине из Елкинса
465. Загор: Пожар у Норфолку
466. Загор: Златни печат
467. Загор: Загор: против Вонга
468. Командант Марк: У канџама голијата
469. Текс Вилер: Злокобна ноћ
470. Текс Вилер: Трка у Лас Вегасу
471. Капетан Мики: Црни витез
472. Капетан Мики: Међу Викинзима
473. Командант Марк: Побуна Урона
474. Загор: Ратник Фокса
475. Загор: Загор против Загора
476. Текс Вилер: Тројица маскираних
477. Текс Вилер: Подмукли осветник
478. Командант Марк: Лажни гласник
479. Капетан Мики: У последњи час
480. Капетан Мики: Уцена за Микија
481. Загор: Чико у невољи
482. Загор: Сломљено копље
483. Загор: Узаврели град
484. Командант Марк: Маркова заштитница
485. Текс Вилер: Терор на Рио Сонори
486. Текс Вилер: Ел Рејова јазбина
487. Капетан Мики: Бродолом Аретузе
488. Капетан Мики: Златни томахавк
489. Командант Марк: Клопка за марка
490. Загор: Водопад Белог Коња

## 1980-1989

### 1980
491. Загор: Бледолики одметници
492. Текс Вилер: Ноћна порука
493. Текс Вилер: Холденови плаћеници
494. Текс Вилер: Закон линча
495. Командант Марк: Топовњача над Онтаријем
496. Капетан Мики: Микијев двојник
497. Капетан Мики: Канџа црног сокола
498. Загор: Тврђава на мору
499. Загор: Експлозив АЗ-119
500. Командант Марк: Мистериозна царица
501. Текс Вилер: Спасоносни револвер
502. Текс Вилер: Смртоносни рафал
503. Капетан Мики: Тавегино срце
504. Капетан Мики: Краљица снегова
505. Командант Марк: Злослутни дан
506. Загор: Седморица неустрашивих
507. Загор: Извидница страха
508. Загор: Обрачун код Биг Беја
509. Текс Вилер: Побеснело крдо
510. Текс Вилер: Похлепни Ромеро
511. Командант Марк: Драгоцени мамац
512. Капетан Мики: Три сомбрера
513. Капетан Мики: Благо Астека
514. Загор: Лавље срце
515. Загор: Тајни експерименти
516. Загор: Невидљиви човек
517. Командант Марк: Хроми гавран
518. Текс Вилер: Ортегин бич
519. Текс Вилер: Гнев Чејена
520. Загор: Чиково детињство
521. Загор: Чикове авантуре
522. Капетан Мики: Апач Дијабло
523. Капетан Мики: Дијаблови ратници
524. Командант Марк: Велики Метеорус
525. Текс Вилер: Ноћни напад
526. Текс Вилер: Орловске очи
527. Загор: Царство Црне Јаске
528. Загор: Демони из шуме
529. Командант Марк: Атентат на Марка
530. Капетан Мики: Змијски кањон
531. Капетан Мики: Црни једрењак
532. Текс Вилер: Сагорела пустиња
533. Текс Вилер: Галија гусара Лафита
534. Командант Марк: Брод очајника
535. Загор: Ураган над мочваром
536. Загор: Железно чудовиште
537. Капетан Мики: Топови говоре
538. Капетан Мики: Отмица Дијане
539. Командант Марк: Синови Бахмока
540. Текс Вилер: Трапез смрти
541. Текс Вилер: Драма у циркусу
542. Загор: Бели јелен Ирокеза

### 1981
543. Загор: Зелена провалија
544. Командант Марк: Жалосна сова у пламену
545. Капетан Мики: Црни облак
546. Капетан Мики: Двобој у реци
547. Текс Вилер: Златно звоно
548. Текс Вилер: Дрска пљачка
549. Командант Марк: Тајни ковчег
550. Загор: Кобна авантура
551. Загор: Џиновски кракен
552. Загор: Последњи Викинг
553. Капетан Мики: Часни двобој
554. Капетан Мики: Стаза смрти
555. Командант Марк: Двоструко издајство
556. Текс Вилер: Порука Та-ху-наха
557. Текс Вилер: Рушевине Бонита
558. Текс Вилер: Зендино склониште
559. Командант Марк: Кућа страве
560. Загор: Чико пецарош
561. Загор: Демони у реци
562. Загор: Смртоносне рибе
563. Капетан Мики: Човек са 1000 лица
564. Капетан Мики: Оклахома Џек
565. Командант Марк: Лађа у пламену
566. Текс Вилер: Дуго копље
567. Текс Вилер: Пожар у Денверу
568. Загор: Пут у непознато
569. Загор: Сијера Бланка
570. Командант Марк: Непоколебљива верност
571. Капетан Мики: Уклети ранч
572. Капетан Мики: Абдулова сабља
573. Текс Вилер: Бела пустиња
574. Текс Вилер: Црни змај
575. Командант Марк: Господар зла
576. Загор: Џими Гитара се враћа
577. Загор: Црвена орхидеја
578. Капетан Мики: Револвераш без револвера
579. Капетан Мики: Грофица и револвераш
580. Командант Марк: Џин Ефраим
581. Текс Вилер: Перо Команча
582. Текс Вилер: Долина јагуара
583. Загор: Икарово перо
584. Загор: Смртоносни зрак
585. Командант Марк: Човек с ожиљком
586. Загор: Свемирска браћа
587. Загор: Терор шесте планете
588. Загор: Свемирска тамница
589. Командант Марк: Брилијантска наушница
590. Капетан Мики: Обичаји Астека
591. Капетан Мики: Дезертери
592. Командант Марк: Златни ковчег
593. Текс Вилер: Озлоглашени Ел Платеадо
594. Текс Вилер: Бела ноћ

### 1982
595. Загор: Загор: изазивач
596. Загор: Меч столећа
597. Командант Марк: Златокоса
598. Капетан Мики: Трагом Калавера
599. Капетан Мики: Тајно оружје
600. Командант Марк: Породица Лафоре
601. Текс Вилер: Банда вукова
602. Текс Вилер: Јазбина жигосаних
603. Загор: Сенка смрти
604. Загор: Ноћ ужаса
605. Командант Марк: Лажни вукови
606. Капетан Мики: Мачкова банда
607. Капетан Мики: Бела скво
608. Командант Марк: У замци гусара
609. Текс Вилер: У рукама Чејена
610. Текс Вилер: Злокобно копље
611. Загор: Загор: против барона
612. Загор: Ноћ демона
613. Загор: Раскринкани вампир
614. Командант Марк: Осветничка браћа
615. Капетан Мики: Глава фараона Тутанкамона
616. Капетан Мики: Абдулахов повратак
617. Текс Вилер: Шампион родеа
618. Текс Вилер: Тексов обрачун
619. Командант Марк: Непознати разбојник
620. Загор: Пећина чудовишта
621. Загор: Клопка за Загор:а
622. Загор: Ватрено око
623. Капетан Мики: На ратној стази
624. Капетан Мики: Последња битка
625. Командант Марк: Срамна уцена
626. Текс Вилер: Шакали Шангај Келија
627. Текс Вилер: Протеусов жиг
628. Командант Марк: Хијена Шенки
629. Загор: Луди Хакарам
630. Загор: Отровна стрела
631. Загор: Загоров трик
632. Капетан Мики: Немирна граница
633. Капетан Мики: Синови сунца
634. Командант Марк: Краљичина гарда

### 1983
635. Текс Вилер: Тексас Бил
636. Текс Вилер: Црни Лари
637. Текс Вилер: Змијски отров
638. Командант Марк: Гуликожа
639. Загор: Пламена лобања
640. Загор: На крилима ноћи
641. Загор: Хорде зла
642. Командант Марк: Чаробна суска јага
643. Капетан Мики: Отмица
644. Капетан Мики: Шпијунска јазбина
645. Текс Вилер: Црно злато
646. Текс Вилер: Немилосрдни
647. Командант Марк: Добротвор
648. Загор: Усијана стена
649. Загор: Човек муња
650. Капетан Мики: Очајник
651. Капетан Мики: Усамљени јахач
652. Командант Марк: Црвенокоса скво
653. Текс Вилер: Ноћни препад
654. Текс Вилер: Тексов мамац
655. Загор: Вук Самотњак
656. Загор: Победа Вука Самотњака
657. Командант Марк: Тигар међу вуковима
658. Капетан Мики: Џинго Џек
659. Капетан Мики: Тајна златне змије
660. Текс Вилер: Бели врач
661. Текс Вилер: Терор у Савани
662. Текс Вилер: Црни барон
663. Командант Марк: Чаробњак Гундура
664. Загор: Демонска маска
665. Загор: Сломљено копље
666. Загор: Бледолики отпадник
667. Капетан Мики: Злодух Кундра
668. Капетан Мики: Сакинини ратници
669. Командант Марк: Ниблосов једрењак
670. Текс Вилер: Круг смрти
671. Текс Вилер: Тексова правда
672. Загор: Велика протува
673. Загор: Кобна мрежа
674. Командант Марк: Невина заточеница
675. Капетан Мики: Црни гуштер
676. Капетан Мики: Ватрене очи
677. Командант Марк: Флокова издаја
678. Текс Вилер: Клопка за Вендија

### 1984
679. Текс Вилер: Камени тотем
680. Загор: Црна кула
681. Загор: Велика урота
682. Загор: У канџама зла
683. Загор: На ивици понора
684. Загор: Кућа фантома
685. Командант Марк: Незнанац с луком
686. Капетан Мики: Тигар Колорада
687. Капетан Мики: Мики шериф
688. Текс Вилер: Хитроруки
689. Текс Вилер: Руке у вис
690. Текс Вилер: Замка
691. Командант Марк: Месечарка
692. Капетан Мики: Фоксова банда
693. Капетан Мики: Челични човек
694. Загор: Паклена јазбина
695. Загор: Троглава аждаја
696. Загор: Пећински људи
697. Командант Марк: Ишчезли гарнизон
698. Текс Вилер: Кобна грешка
699. Текс Вилер: Индијански завет
700. Командант Марк: Ноћ осуђених
701. Капетан Мики: Отмица
702. Капетан Мики: Црни орао
703. Загор: Тврдокрилац
704. Загор: Једнооки Џек
705. Загор: Обрачун
706. Командант Марк: Канонада
707. Текс Вилер: Тајна мумије
708. Текс Вилер: Ел Мориско
709. Текс Вилер: Камен смрти
710. Текс Вилер: Стижу Руралеси
711. Командант Марк: Шифра б.ф.
712. Капетан Мики: Седморица отпадника
713. Капетан Мики: Уцена
714. Загор: Убица из Дарквуда
715. Загор: Сенка сумње
716. Загор: Лов на Загор:а
717. Командант Марк: На живот и смрт
718. Капетан Мики: Барт са ожиљком
719. Капетан Мики: Дијабло негро
720. Командант Марк: Живи у пламену
721. Текс Вилер: Заклетва
722. Текс Вилер: Гневни Текс
723. Текс Вилер: Сабласни брод
724. Загор: Рендал мутант

### 1985
725. Загор: Велика пљачка
726. Загор: Златна удица
727. Командант Марк: Фицројева банда
728. Капетан Мики: Рат с Команчима
729. Капетан Мики: Ланац мржње
730. Текс Вилер: Црно око
731. Текс Вилер: Пакао у Робер-ситију
732. Командант Марк: Долина скелета
733. Загор: Поглавица жуте косе
734. Загор: Тимбер Бил
735. Загор: Загорова замка
736. Капетан Мики: Кажњеник
737. Капетан Мики: Три осветника
738. Командант Марк: Пљачкаши
739. Загор: Утвара у ноћи
740. Загор: Велики чаробњак
741. Командант Марк: Змија отровница
742. Текс Вилер: Демон Фрејзер
743. Текс Вилер: Последњи метак
744. Загор: Прогнани из Дарквуда
745. Загор: Ратници Маномеји
746. Загор: Гласник Манитуа
747. Загор: Нерањиви
748. Командант Марк: Жеђ
749. Капетан Мики: Терор
750. Командант Марк: Рат шпијуна
751. Капетан Мики: Црна звечарка
752. Загор: Повратак Супермајка
753. Загор: Сабласни воз
754. Командант Марк: Без милости
755. Капетан Мики: Сребрна мамуза
756. Командант Марк: Монструми с реке
757. Текс Вилер: Тврђава Апача
758. Командант Марк: Краљица змија
759. Капетан Мики: Последњи ударац
760. Загор: Провала
761. Загор: Ланац саучесника
762. Командант Марк: Одметници
763. Загор: Гавранова пера
764. Загор: Невидљиви осветник
765. Капетан Мики: Демон Џонах
766. Командант Марк: Освета вештице
767. Текс Вилер: Анубијев печат
768. Текс Вилер: Изазов смрти
769. Загор: Опклада за страх
770. Загор: Бродолом на Мисурију
771. Капетан Мики: Побуна Сијукса
772. Загор: Жртва Ки-ноах
773. Загор: Очајнички крик
774. Командант Марк: Гуанабоко
775. Загор: Сребрни водопад
776. Загор: Жиг срама
777. Капетан Мики: Велики орао
778. Командант Марк: Бисер Атлантика

### 1986
779. Текс Вилер: Закон Роја Бина
780. Текс Вилер: Афера Спенсер
781. Командант Марк: Проклета планина
782. Загор: Пећина мумија
783. Загор: Двојник
784. Командант Марк: Марково венчање
785. Капетан Мики: Сакем Ата-њу
786. Загор: Гвоздена ступица
787. Загор: Пакао на граници
788. Загор: Верибедово оружје
789. Командант Марк: Крадљивци злата
790. Текс Вилер: Закон колта
791. Загор: Речна патрола
792. Командант Марк: Последња жеља
793. Загор: Паклене направе
794. Капетан Мики: Гордонова истина
795. Командант Марк: Сенке прошлости
796. Загор: Пут страха
797. Загор: Непознати свет
798. Загор: Уклета земља
799. Командант Марк: Осујећена завера
800. Капетан Мики: Дивљи чопор
801. Текс Вилер: Милтонов тестамент
802. Текс Вилер: Последња превара
803. Командант Марк: Кроз димну завесу
804. Загор: Бубњеви смрти
805. Загор: Камени пакао
806. Командант Марк: Легло отровница
807. Текс Вилер: Прљава превара
808. Текс Вилер: Дагласови као таоци
809. Загор: Загоров закон
810. Загор: Ратни поклич
811. Командант Марк: Артемисово благо
812. Капетан Мики: Трагом отмичара
813. Командант Марк: На земљи Арикара
814. Загор: Врач Вабаши
815. Загор: Тајна млина
816. Командант Марк: Савршени двојник
817. Капетан Мики: Соко који грми
818. Текс Вилер: Таксон
819. Текс Вилер: Трговци оружјем
820. Командант Марк: Корени Кенебека
821. Загор: Совина литица
822. Загор: Бели поглавица
823. Капетан Мики: Клопка за Микија
824. Командант Марк: Жеђ за златом
825. Текс Вилер: Вруће олово
826. Текс Вилер: Мртви град
827. Командант Марк: Мамац за убицу
828. Загор: Магичне очи
829. Загор: Моћни Кандракс
830. Загор: Сабласти из тврђаве
831. Командант Марк: По цену живота
832. Капетан Мики: Смуков сигнал

### 1987
833. Текс Вилер: Трагичан симбол
834. Текс Вилер: Маскирани осветници
835. Командант Марк: Донованови стрелци
836. Загор: Паклена справа
837. Загор: Мртвачки плес
838. Загор: Алхемичареве жртве
839. Капетан Мики: Насеље Викинга
840. Командант Марк: Поноћна посета
841. Текс Вилер: Окамењени лавиринт
842. Текс Вилер: Дивљи поход
843. Командант Марк: Тврда кожа
844. Загор: Племе Саука
845. Загор: Заседа за Загор:а
846. Капетан Мики: Микијева експедиција
847. Командант Марк: Букнерова тактика
848. Текс Вилер: На ивици понора
849. Текс Вилер: Лепа Зелда
850. Текс Вилер: Четири паука
851. Командант Марк: Тајни пратилац
852. Загор: Ватрена вода
853. Загор: Ратник Пекот
854. Загор: Коначни обрачун
855. Капетан Мики: Страдање Аретузе
856. Текс Вилер: Изгубљени свет
857. Текс Вилер: Легенда о Гундарима
858. Командант Марк: Шакал Незби
859. Загор: Турнир у Дарквуду
860. Загор: Лажни маркиз
861. Капетан Мики: Мохиканско благо
862. Текс Вилер: Велики Џеронимо
863. Текс Вилер: Долина даброва
864. Командант Марк: Омча за невиног
865. Капетан Мики: Црни соко
866. Загор: Тајна на мапи
867. Загор: Колиба смрти
868. Командант Марк: Јозафатове хијене
869. Текс Вилер: Пинкертонов агент
870. Командант Марк: Горка истина
871. Текс Вилер: Злочин на Залеђеном језеру
872. Текс Вилер: Човек иза кулиса
873. Загор: Неумољиви Загор:
874. Загор: Дани страха
875. Командант Марк: Сведок оптужбе
876. Капетан Мики: Снежна краљица
877. Текс Вилер: Убица без лица
878. Текс Вилер: Чејен Апаноза
879. Текс Вилер: Заслепљен мржњом
880. Командант Марк: Завера на Јамајки
881. Загор: Господар времена
882. Загор: Камени убица
883. Командант Марк: Последњи јуриш
884. Капетан Мики: Три сомбрера
885. Текс Вилер: Раскршће за Менкоп
886. Текс Вилер: Месец Команча

### 1988
887. Командант Марк: Окрутни Кид
888. Загор: Мрачна слутња
889. Загор: Смртоносна потрага
890. Загор: Хаготова моћ
891. Капетан Мики: Благо Астека
892. Командант Марк: Велика превара
893. Загор: Пљачкаши Ђавоље долине
894. Загор: Црни месец
895. Загор: Људи из амбиса
896. Командант Марк: Мучење
897. Капетан Мики: Апач Дијабло
898. Текс Вилер: Чејен клуб
899. Текс Вилер: Аргумент калибра 45
900. Текс Вилер: Пуковник Wатсон
901. Командант Марк: Кајанкаси
902. Загор: Воз смрти
903. Загор: Освета Црне руке
904. Капетан Мики: Дијаблови ратници
905. Командант Марк: Лов на шпијуне
906. Текс Вилер: Ишчезли леш
907. Текс Вилер: Закована врата
908. Загор: Ловци на благо
909. Загор: Змајево гротло
910. Загор: Ватрени бикови
911. Командант Марк: Отмица
912. Капетан Мики: Змијски кањон
913. Текс Вилер: Усијани резерват
914. Текс Вилер: Човек костур
915. Текс Вилер: Заштита Ноћног Орла
916. Командант Марк: На силу скво
917. Загор: Јети
918. Загор: Тајна седам моћи
919. Командант Марк: Отров
920. Капетан Мики: Црни једрењак
921. Текс Вилер: Убиство у Корпус Кристију
922. Текс Вилер: Завереници
923. Текс Вилер: Атентатори
924. Командант Марк: Трговац смрћу
925. Загор: Лов на човека
926. Загор: Кланац беле смрти
927. Командант Марк: Бура
928. Капетан Мики: Топови говоре
929. Командант Марк: Осветница
930. Текс Вилер: Орлушине
931. Командант Марк: Почасни врач
932. Загор: Слобода или смрт
933. Загор: Таоци
934. Загор: До последњег даха
935. Капетан Мики: Отмица Дијане
936. Командант Марк: Крифтонови плаћеници
937. Текс Вилер: Ратни пожар
938. Текс Вилер: Бекство из Андервила
939. Текс Вилер: Лик издајника
940. Командант Марк: Раџин накит

### 1989
941. Загор: Демони лудила
942. Загор: Инвазија Акронијана
943. Командант Марк: Опасност над Онтаријем
944. Загор: На граници стварног
945. Загор: Хелингенов повратак
946. Загор: Дивови добра и зла
947. Капетан Мики: Црни облак
948. Командант Марк: Пећина Маја
949. Текс Вилер: Злочин у јутарњој звезди
950. Текс Вилер: Тајна црвене руке
951. Командант Марк: Откупнина
952. Загор: У шакама робијаша
953. Загор: Ловци на уцене
954. Командант Марк: Шифра црни зрак
955. Капетан Мики: Двобој у реци
956. Командант Марк: Кћи сунца
957. Текс Вилер: Четири смртне пресуде
958. Текс Вилер: Геније зла
959. Командант Марк: У вучјем пролазу
960. Загор: Звер из Валока
961. Загор: Тонкино проклетство
962. Загор: Хогалова магија
963. Капетан Мики: Часни двобој
964. Командант Марк: Издаја
965. Текс Вилер: Ранч изгубљених
966. Текс Вилер: У рукама Чејена
967. Загор: Индијански циркус
968. Командант Марк: Ледени амбис
969. Текс Вилер: Давитељи
970. Текс Вилер: Пећина Туга
971. Текс Вилер: Жртвовање Кали
972. Загор: Отети дечак
973. Загор: Угашаров ултиматум
974. Загор: Одложена освета
975. Командант Марк: Два пуковника
976. Текс Вилер: Лажно сведочење
977. Текс Вилер: Стампедо
978. Текс Вилер: Легенда о белом бизону
979. Командант Марк: Гроб Викинга
980. Капетан Мики: Стаза смрти
981. Загор: Обележена жртва
982. Загор: Племе дрвених лица
983. Командант Марк: Ратовање на Мохавку
984. Текс Вилер: Неухватљиви Протеус
985. Текс Вилер: Ноћ дивљих звери
986. Командант Марк: Тајанствени савезник
987. Загор: Гвоздена песница
988. Загор: Смртоносна Tумака
989. Капетан Мики: Абдулова сабља
990. Командант Марк: Изгубљени талисман
991. Текс Вилер: Кајнова лоза
992. Текс Вилер: Долина вукова
993. Командант Марк: Сенка вешала
994. Загор: Свети брег

### 1990
995. Загор: Закон предака
996. Загор: Хиљаду лица страха
997. Капетан Мики: Човек са 1000 лица
998. Текс Вилер: Забрањен приступ
999. Текс Вилер: Ел лобова банда
1000. Командант Марк: Индијанска принцеза
1001. Загор: Снежни соколови
1002. Загор: Бели рис
1003. Текс Вилер: Пљачкаши са гатлингом
1004. Текс Вилер: Скривено село
1005. Командант Марк: Ратници црне мочваре
1006. Загор: Зелено блато
1007. Загор: Људи жабе
1008. Текс Вилер: Корумпирани град
1009. Капетан Мики: Оклахома Џек
1010. Загор: Опсада тврђаве Ири
1011. Загор: Пећина ветрова
1012. Загор: Пут освете
1013. Командант Марк: Звезда са југа
1014. Текс Вилер: Атентат у Вашингтону
1015. Текс Вилер: Шангај стрит
1016. Текс Вилер: Признање
1017. Капетан Мики: Уклети ранч
1018. Загор: Банда стакленог ока
1019. Загор: Између две ватре
1020. Командант Марк: Кобна заседа
1021. Текс Вилер: Браћа Бордер
1022. Текс Вилер: Мисури и слобода
1023. Капетан Мики: Грофица и саучесник
1024. Командант Марк: Нерашчишћени рачуни
1025. Загор: Пророков син
1026. Загор: Спасилац Онондага
1027. Командант Марк: Агент Дарси
1028. Текс Вилер: Тиха смрт
1029. Текс Вилер: Пустињски духови
1030. Текс Вилер: Слана лагуна
1031. Капетан Мики: Обичаји Астека
1032. Загор: Мртвачка глава
1033. Загор: Побуна
1034. Командант Марк: Окршај на Барбадосу
1035. Текс Вилер: Мочваре Луизијане
1036. Текс Вилер: Велики алигатор
1037. Текс Вилер: Смрт долази реком
1038. Текс Вилер: Ноћ крокодила
1039. Капетан Мики: Дезертер
1040. Загор: Дивље стазе
1041. Загор: Граничари
1042. Командант Марк: Повратак у Итаку
1043. Текс Вилер: Десперадоси
1044. Текс Вилер: Легенда о старој мисији
1045. Текс Вилер: Проклетство Ла Ескондиде
1046. Капетан Мики: Трагом Калавере
1047. Загор: Свадбени накит
1048. Загор: Часови очаја

## 1991-1993
1049. Командант Марк: Господар битака
1050. Текс Вилер: Рудник страха
1051. Текс Вилер: Последњи дан у Бендиту
1052. Текс Вилер: Необориви доказ
1053. Капетан Мики: Тајно оружје
1054. Загор: Слепило
1055. Загор: Загор: на нишану
1056. Командант Марк: Војни суд
1057. Текс Вилер: Мали вук
1058. Текс Вилер: Јампа форк
1059. Текс Вилер: Пут без повратка
1060. Капетан Мики: Мачкова банда
1061. Текс Вилер: Ураган у Скагвеју
1062. Текс Вилер: Неочекивани савезник
1063. Командант Марк: Бесмртници
1064. Загор: Злокобно предсказање
1065. Загор: Потоп у Дарквуду
1066. Загор: Дијабларова судбина
1067. Капетан Мики: Бела скво
1068. Текс Вилер: Индијанска полиција
1069. Текс Вилер: Срећни сусрет
1070. Командант Марк: Мост на Тускали
1071. Загор: Чико заводник
1072. Загор: Синдром Белзебул
1073. Загор: Противотров
1074. Командант Марк: Велика трка
1075. Текс Вилер: Трансканадијана
1076. Текс Вилер: Пламена баријера
1077. Текс Вилер: Грк Танакис
1078. Текс Вилер: Снегом далеког севера
1079. Командант Марк: Коначна победа
1080. Текс Вилер: Зенда
1081. Текс Вилер: Гавранова стена
1082. Текс Вилер: Амбис
1083. Текс Вилер: Освешћење
1084. Командант Марк: Командант Марк
1085. Загор: Претња над Блек Ривером
1086. Загор: Повлачење
1087. Загор: Фатална жена
1088. Командант Марк: Вукови са Онтарија
1089. Текс Вилер: Линч
1090. Текс Вилер: Три К
1091. Текс Вилер: У сенци омче
1092. Командант Марк: Залив громова
1093. Загор: Вук Каплан
1094. Командант Марк: Клопка на броду
1095. Текс Вилер: Отворене карте
1096. Текс Вилер: Надинина исповест
1097. Текс Вилер: Динамит
1098. Командант Марк: Херојска предстража
1099. Загор: Речна авет
1100. Загор: Плава краљица
1101. Загор: Капетанова тајна
1102. Командант Марк: Драгоцени товар
1103. Текс Вилер: Под надзором